# Botolan
Botolan (Bayan ng Botolan) är en kommun i Filippinerna. Kommunen ligger på ön Luzon, och tillhör provinsen Zambales. Folkmängden uppgår till 46 602 invånare.

## Barangayer
Botolan är indelat i 31 barangayer.
| - Bancal - Bangan - Batonlapoc - Belbel - Beneg - Binuclutan - Burgos - Cabatuan - Capayawan - Carael - Danacbunga | - Maguisguis - Malomboy - Mambog - Moraza - Nacolcol - Owaog-Nibloc - Paco (Pob.) - Palis - Panan - Parel | - Paudpod - Poonbato - Porac - San Isidro - San Juan - San Miguel - Santiago - Tampo (Pob.) - Taugtog - Villar |